# Stefan Jedlicka
Stefan Jedlicka (* 1. Juli 1985) ist ein professioneller österreichischer Pokerspieler. Der ehemalige Onlinepoker-Weltranglistenerste gewann 2016 das High Roller der European Poker Tour.

## Persönliches
Jedlicka stammt aus Wien. Gemeinsam mit seinem jüngeren Bruder Niki (* 1987), der mittlerweile ebenfalls Pokerprofi ist, spielte er das Sammelkartenspiel Magic: The Gathering. Das Highlight seiner aktiven Zeit als Magic-Spieler gelang ihm, als er im Jahr 2003 den Grand Prix in Prag gewann.

## Pokerkarriere
Jedlicka spielt online unter den Nicknames mindgamer (PokerStars), Jedi AllStar (Full Tilt Poker), kleinesbubu (PokerStars.FR) und RichFroning (partypoker). Vom 11. bis 24. Dezember 2013 stand er für zwei Wochen auf Platz eins des PokerStake-Rankings, das die erfolgreichsten Onlinepoker-Turnierspieler weltweit listet. Damit ist Jedlicka neben Fedor Holz und Leonard Maue einer von drei deutschsprachigen Spielern, die an der Spitze dieses Rankings standen.
Seine ersten Live-Preisgelder gewann Jedlicka ab Juni 2006 bei Turnieren im Wiener Stadtteil Simmering. Mitte Dezember 2009 gewann er den Montesino Poker Grand Slam mit einer Siegprämie von rund 130.000 Euro. Im Juni 2013 war Jedlicka erstmals bei der World Series of Poker (WSOP) im Rio All-Suite Hotel and Casino am Las Vegas Strip erfolgreich und kam bei zwei Turnieren der Variante No Limit Hold’em ins Geld. Im Jahr darauf belegte er beim WSOP-Main-Event 2014 den 189. Platz für knapp 45.000 US-Dollar Preisgeld. Mitte Jänner 2015 belegte Jedlicka beim Main Event der Latin American Poker Tour auf den Bahamas den dritten Platz und erhielt knapp 160.000 US-Dollar. Ende August 2016 gewann er das Estrellas High Roller in Barcelona mit einer Siegprämie von mehr als 250.000 Euro. Bei der European Poker Tour (EPT) Ende Oktober 2016 auf Malta setzte sich Jedlicka zunächst beim IPT High Roller für knapp 90.000 Euro durch und gewann nur fünf Tage später auch das EPT High Roller mit einer Siegprämie von 335.200 Euro. Seitdem blieben größere Turniererfolge aus.
Insgesamt hat sich Jedlicka mit Poker bei Live-Turnieren knapp 2 Millionen US-Dollar erspielt.